# Hyllisia tonkinea
Hyllisia tonkinea är en skalbaggsart som först beskrevs av Leon Fairmaire 1889.  Hyllisia tonkinea ingår i släktet Hyllisia och familjen långhorningar. Inga underarter finns listade i Catalogue of Life.